# بنة كلو ميرحسين (بهمئي غرمسيري الشمالي)
بنة کلو میرحسین (بالفارسية: بنه کلومیرحسن) هي قرية تقع في إيران في قسم بهمئي غرمسیري الشمالي الريفي.